# Arbejdernes Andels Boligforening (Vejle)
 For alternative betydninger, se Arbejdernes Andels Boligforening. (Se også artikler, som begynder med Arbejdernes Andels Boligforening)
Arbejdernes Andels Boligforening (AAB Vejle) er Vejles største almene boligorganisation, grundlagt den 19. september 1932. AAB Vejle har i dag (2023) 4.248 boliger, der omfatter familieboliger, ældreboliger, plejeboliger, ungdomsboliger og værelser fordelt på 22 afdelinger i Vejle.
Lars Løkke Rasmussen er opvokset i en af AAB Vejles lejligheder i Skolegade 10.

## Historien om AAB Vejle
I 1932 stod Vejle overfor en udfordring med næsten 2.000 arbejdsløse borgere. 
Dette tal kan virke ubetydeligt nu, men dengang var det en omfattende samfundsmæssig udfordring, især kombineret med den markante boligmangel.
Den 19. september 1932 blev et vendepunkt, da Arbejdernes Andels-Boligforening (nu kendt som AAB Vejle) blev grundlagt ved en generalforsamling i Arbejdernes forsamlingsbygning i Vejle. Dette gør den til en af Danmarks ældste boligforeninger.
Omkring 40 deltagere på denne generalforsamling, hovedsageligt fra erhverv som murer, tømrer, maler og generelle arbejdere, tilmeldte sig denne nyoprettede boligforening. 
De havde en vision om ikke kun at få et nyt hjem, men også at deltage aktivt i byggeriet af disse nye boliger.

## Vision og hurtig vækst
Dengang kunne man bygge i rekordtempo. AAB Vejles (Arbejdernes Andels-Boligforening har sidenhen skiftet navn til AAB Vejle) første projekt blev godkendt af Vejle Byråd, og den 24. oktober 1932 startede udgravningen til byggeriet, Den Gamle Gård. 
Byggeriet stod klar til indflytning den 15. april 1933 med i alt 46 lejligheder. Nye afdelinger kom herefter hurtigt til, og AAB Vejle voksede stødt. 
Stabilitet har altid været og er stadig et kendetegn for AAB Vejle. I foreningens historie har der således kun været ansat fire forretningsførere. Den første blev ansat i 1937 og arbejdede helt frem til 1977. 
AAB Vejle har igennem hele sin levetid opført gode boliger til en rimelig og konkurrencedygtig husleje. AAB Vejles sidste nybyggeri før årtusindeskiftet stod med 2. etape helt færdig den 15. juni 1999. Byggeriet i Kongskær har hele vejen igennem været et beboerstyret seniorboligprojekt, hvor man for første gang i Vejle blandede ejerformer i et og samme projekt. Sidenhed har AAB Vejle lavet et større projekt - ligeledes med blandede ejerformer, nemlig Sandegraven, som består af plejeboliger, almene boliger, ungdomsboliger, private andelsboliger samt ejerboliger. I perioden 2010 – 2020 er omfattende helhedsplaner udført i Løget By, Finlandsparken og Møllevangen. 
I alle tre bydele er boligerne blevet renoveret, og områderne har fået et ansigtsløft. AAB Vejle fremstår således i dag som en moderne og fremadsynet boligorganisation med mere end 4.200 boliger fordelt på flere afdelinger rundt omkring i Vejle.  
Hver enkelt afdeling udgør en økonomisk selvstændig enhed, hvor ingen skal tjene på boligerne. Huslejen modsvarer de udgifter, der er forbundet med drift af den enkelte afdeling. 
På årlige afdelingsmøder vælger afdelingerne deres egen bestyrelse. På den måde får beboerne størst mulig indflydelse på, hvad der sker og ikke mindst, hvad der skal ske i afdelingerne fremover.